# Damian Zieliński
Pour les articles homonymes, voir Zieliński.
Damian Zieliński (né le 2 décembre 1981 à Szczecin) est un coureur cycliste sur piste polonais. Il a été champion d'Europe d'omnium sprint en 2004 et de la vitesse par équipes avec Łukasz Kwiatkowski et Kamil Kuczyński en 2005. Après sa carrière, il devient entraineur national des disciplines du sprint pour les juniors (moins de 19 ans),.

## Palmarès

### Jeux olympiques
- Athènes 2004
  - 7e de la vitesse individuelle
  - 9e de la vitesse par équipes
- Londres 2012
  - 10e de la vitesse par équipes
  - 15e de la vitesse individuelle
- Rio 2016
  - 6e du keirin
  - 7e de la vitesse par équipes
  - 14e de la vitesse individuelle

### Championnats du monde
- Melbourne 2004
  - 4e de la vitesse
- Bordeaux 2006
  - 5e de la vitesse
- Copenhague 2010
  - 9e de la vitesse par équipes
  - 23e de la vitesse
- Apeldoorn 2011
  - 9e de la vitesse par équipes
  - 15e de la vitesse individuelle
- Melbourne 2012
  - 9e de la vitesse par équipes
- Minsk 2013
  - 9e de la vitesse par équipes
- Cali 2014
  - 7e de la vitesse par équipes
  - 18e de la vitesse individuelle[3]
- Saint-Quentin-en-Yvelines 2015
  - 7e de la vitesse par équipes
  - 21e de la vitesse individuelle[4]
- Londres 2016
  - 4e de la vitesse individuelle[5]
- Apeldoorn 2018
  - 22e de la vitesse individuelle (éliminé en seizième de finale)[6]

### Coupe du monde
- 2002
  - 3e de la vitesse par équipes à Monterrey
- 2004
  - 1er de la vitesse à Manchester
  - 2e de la vitesse par équipes à Sydney
- 2004-2005
  - 2e de la vitesse par équipes à Manchester
- 2005-2006
  - 2e de la vitesse à Sydney
  - 2e de la vitesse par équipes à Los Angeles
- 2014-2015
  - 3e de la vitesse par équipes à Cali
- 2015-2016
  - Classement général de la vitesse

### Championnats d'Europe
| Édition / Épreuve      | Keirin | Vitesse individuelle | Vitesse par équipes                             | Omnium sprint |
| Buttgen 2002 (espoirs) |        |                      | Argent                                          |               |
| Moscou 2003 (espoirs)  | Bronze | Bronze               |                                                 |               |
| Valence 2004           |        |                      | Argent                                          | Or            |
| Fiorenzuola 2005       |        |                      | Or (avec Łukasz Kwiatkowski et Kamil Kuczynski) |               |
| Ballerup 2006          |        |                      |                                                 | Argent        |
| Apeldoorn 2011         |        |                      | Bronze                                          |               |
| Panevėžys 2012         |        |                      | Argent                                          |               |
| Baie-Mahault 2014      |        | Argent               |                                                 |               |
| Granges 2015           |        | Bronze               |                                                 |               |

### Championnats de Pologne
| - 2000 - 3e du championnat de Pologne de vitesse par équipes - 2002 - 3e du championnat de Pologne du kilomètre - 3e du championnat de Pologne de vitesse par équipes - 2003 - 2e du championnat de Pologne du kilomètre - 2e du championnat de Pologne du keirin - 3e du championnat de Pologne de vitesse individuelle - 3e du championnat de Pologne de vitesse par équipes - 2004 - Champion de Pologne de vitesse individuelle - 2005 - Champion de Pologne de vitesse individuelle - 2e du championnat de Pologne du keirin - 2006 - Champion de Pologne du keirin - Champion de Pologne de vitesse individuelle - 2e du championnat de Pologne du kilomètre - 3e du championnat de Pologne de vitesse par équipes - 2009 - 3e du championnat de Pologne de vitesse individuelle | - 2010 - Champion de Pologne de vitesse individuelle - 2e du championnat de Pologne du keirin - 2011 - Champion de Pologne de vitesse individuelle - Champion de Pologne du keirin - 2012 - Champion de Pologne de vitesse par équipes - 2013 - Champion de Pologne de vitesse par équipes - 2e du championnat de Pologne de vitesse individuelle - 2014 - 2e du championnat de Pologne de vitesse par équipes - 2015 - 2e du championnat de Pologne de vitesse individuelle - 3e du championnat de Pologne de vitesse par équipes - 2017 - Champion de Pologne de vitesse par équipes - 2e du championnat de Pologne de vitesse individuelle |  |